# Tatra KT3
Tatra KT3 – oznaczenie jednej z  modernizacji tramwajów T3 produkcji czechosłowackiej.

## Modernizacja
Wóz KT3 jest (podobnie jak np. Tatra K3R-NT), zmontowany z dwóch tramwajów Tatra T3. W środek wmontowano człon z obniżoną podłogą oraz dwa przeguby łączące człon środkowy z członem pierwszym i trzecim. Poza tym zainstalowano instalację elektryczną typu TV Progress, zmodernizowano wnętrze i kabinę motorniczego. Tramwaj otrzymał także nową ścianę przednią i tylną z tworzyw sztucznych. Pantograf i drzwi pozostawiono oryginalne.

## Eksploatacja
| Państwo | Miasto     | Rozstaw torów (mm) | Numery  | Lata dostaw | KT3R | KT3UA | Uwagi |
| ------- | ---------- | ------------------ | ------- | ----------- | ---- | ----- | ----- |
| Ukraina | Kijów      | 1524               | 401−414 | 2004−2011   | 0    | 14    |       |
| Ukraina | Krzywy Róg | 1524               | 067-068 | 2005−2009   | 0    | 2     |       |
| Rosja   | Moskwa     | 1524               | 2300    | 2009        | 1    | 0     |       |
| Razem   |            |                    |         |             | 1    | 16    |       |